# بول بوتلين
بول بوتلين (بالإنجليزية: Paul Butlin)‏ مواليد 16 مارس 1976 في إنجلترا، هو ملاكم محترف إنجليزي يصنف ضمن فئة الوزن الثقيل.

## إحصائيات
خاض خلال مسيرته 41 نزالا، فاز في 16 وتعادل في 1 وخسر في 24. فاز بالضربة القاضية في 3 نزالا.

## روابط خارجية
- بول بوتلين على موقع بوكس ريك (الإنجليزية) (registration required)